# Quebradanegra
Quebradanegra es un municipio colombiano del departamento de Cundinamarca, ubicado en la Provincia del Gualivá, a 113 km al noroccidente de Bogotá.

## Toponimia

### Origen lingüístico[3]
- Familia lingüística: Indoeuropeo
- Lengua: Latín / Mozárabe

### Significado
Quebrada hace referencia al arroyo o riachuelo que corre por la hendidura de una montaña, "apertura angosta y áspera entre montañas". Negra-negro es una palabra derivada del latín niger, nigra, nigrum, es una expresión común a todas las lenguas romances en referencia a lo oscuro y al tono que domina.
Negro probablemente es una voz nacida en la lengua mozárabe naguilla-niguella progresando por el contacto y la dinámica de la lengua a la expresión negro. En lengua marroquí la expresión es niyal, proveniente del castellano.

### Origen / Motivación
La población tomó su nombre por encontrarse a orillas de la Quebrada Negra, la cual recorre los municipios de Quebradanegra y Útica, nace en la loma La Redonda y desemboca en el río Negro.

### Nombres históricos
- Nuestra Señora de Chiquinquirá de Quebradanegra (1724),
- Acosta (1853-1857)

## Historia
En la época precolombina, el territorio del actual municipio de Quebradanegra estuvo habitado por los indígenas Panches. En 1694 se fundó el primer pueblo, en la zona baja del alto en el que se erige la actual cabecera municipal. En 1784 fue trasladado a la ubicación actual, sobre el Alto de Morera, por gestión del cura párroco Fernando Ávila y Martínez, auspiciado por Manuel de Ávila, donante del dinero para la construcción de la iglesia de San Roque, que en la actualidad hace parte de la diócesis de Facatativá.

## Geografía

### Límites
Quebradanegra está delimitado por los siguientes municipios:
| Noroeste: Útica   | Norte: Útica (Quebrada La Papaya) | Nordeste: Útica (Río Negro)  |
| Oeste: Guaduas    |                                   | Este: Nimaima (Río Dulce)    |
| Suroeste: Villeta | Sur: Villeta                      | Sureste: Villeta (Río Dulce) |

### División Político-Administrativa
Además de su Cabecera municipal, tiene bajo su jurisdicción los siguientes centros poblados: La Magdalena y Tobia - La Milagrosa
Además, el municipio está compuesto con las siguientes veredas: Santa Lucía, San Isidro, La Verbena, Platanera, La Florida, La Esperanza, La Unión, Nacederos, Concepción, Caleta, Hato, Santa Bárbara, San Miguel, Agua Fría y Pilones.

## Movilidad
A Quebradanegra se llega a través del municipio de Villeta por la ruta Nacional 50 de sur a norte y por Nimaima a través de su centro poblado Tobia.

## Sitios de interés
- Alto de la Cruz
- Artesanías: Sombreros en paja, artículos en cuarzo y de calcita.
- Capilla de La Magdalena
- Cerca de Piedra
- Charco Azul
- El Pozón
- Iglesia Parroquial de San Roque: Cuenta con destacados cuadros y joyas de plata.
- Laguna de Tausa
- Loma de la Cruz
- Alto de La Cocuncha
- Quebrada Canales

## Servicios públicos
- Energía Eléctrica: Enel, es la empresa prestadora del servicio de energía eléctrica.
- Gas Natural: Alcanos de Colombia es la empresa distribuidora y comercializadora de gas natural en el municipio.